# 레귤러 쇼의 등장인물 목록
《레귤러 쇼》는 J. G. 퀸텔이 만든 미국의 애니메이션 시리즈이다. 이 작품은 일곱 명의 주인공들과 여러 번 기용되어 등장하는 캐릭터 및 한 번만 등장하는 캐릭터 등 다수의 인물들이 등장한다.

## 주인공

### 모디카이
모디카이(Mordecai, 성우: J. G. 퀸텔, 강호철)는 23살의 큰 어치로, 릭비의 절친한 친구로 릭비와 같이 공원의 공원지기로 일하고 있다. 그러나 릭비와 모디카이는 게으르면서 자신의 일을 제대로 마무리하는 일이 거의 없다. 모디카이는 정신을 좀 차리고 있어, 신중하면서도 자기 행동에 대해 양심적인 모습이 보이지만, 보통 경쟁의 결과로 생긴 릭비의 장난에 빠지게 된다. 모디카이는 릭비와 깡대결을 즐기며, 릭비가 항상 진다는걸 알고 있다. 종종 모디카이는 자신이 화난다는 이유로 릭비에게 주먹을 날리기도 한다. 모디카이는 지역 까페의 웨이트리스인 마가렛을 짝사랑하는 것처럼 보인다. 최근의 에피소드에서 모디카이의 실수로 인해 그녀를 좋아한다는 것을 그녀에게 들어내는 계기가 되었고, 이후 그들은 조금씩 더 가까워 지게 된다. 모디카이는 J.G. Quintel이 초창기에 만든 단편 애니메이션인 2 in AM PM에서 처음 등장한다.

### 릭비
릭비(Rigby, 성우: 윌리엄 샐리어즈, 남도형)는 23살의 아메리카너구리로, 모디카이의 절친한 친구다. 릭비는 괴짜에 아직 아이같은 모습을 보이며 또한 매우 장난을 좋아하여, 모디카이와 같이 이상한 상황으로 끌고간다. 릭비는 오직 자가만족속에 살고 있어, 이런점으로 인해 릭비는 종종 거짓말이나 속임수 같은 이기적인 행동을 하기도 한다. 결과적으로 릭비는 나쁜 버릇으로 인해 자신과 더불어 남도 문제에 넣어버린다. 사실 공원 직원들이 접하는 거의 모든 문제는 릭비의 잘못이 크다. 그렇지만, 릭비는 모디카이라는 좋은 친구와 함께 문제를 해결하며, 몇번이나 모디카이를 구하기도 하였다. 릭비는 돈(Don)이라는 공인회계사 동생이 있는데, 돈은 자신이 키와 덩치가 크기에 형에게 종종 실수를 하곤 한다.

### 벤슨
벤슨(Benson, 성우: 샘 마린, 사성웅)은 살아있는 검볼 자판기로, 공원 관리자로 일한다. 자기 밑에서 일하는 모리카이와 릭비의 게으름과 장난으로 인해서 벤슨은 주기적으로 열을 받기에 벤슨은 그들에 대한 믿음에 한계를 두고 있으며, 이로 인해서 이들이 사고를 쳐도 부담을 별로 안 받고 있다. 벤슨은 책임감이 있으며, 또한 열심히 일하며 자기 밑에서 일하는 모디카이와 릭비에게 자신의 이런 면들을 요구하고 있다. 벤슨이 화가 나거나, 신랄해지면 곧 격노할거 같은 모습을 보인다(상황이 어쨌던 간에 빨갛게 변한다). 그러나, "Benson Be Gone" 에피소드에서 벤슨은 모디카이와 릭비를 조금 이해하게 된다. 또한 동일한 에피소드에서 벤슨은 예전의 자신으로 돌아오기 전에 잠시 게으름 뱅이가 된다. 벤슨은 모디카이와 같이 J.G. Quintel이 초창기에 만든 단편 애니메이션인 2 in AM PM에서 처음 등장한다.

### 스킵스
스킵스(Skips, 성우: 마크 해밀, 이광수)는 100살이 넘은 예티로, 모디카이와 릭비의 동료이다. 불사의 힘을 받기 위해서 생일날마다 춤을 추는 의식을 치른다. 스킵스는 일을 제대로 처리하는 편이며, 이름대로 폴짝폴짝 뛰어다닌다. 원래 스킵스의 이름은 스텝스(Steps)였으나, 친구들에게 갈 때에는 뛰어가기 때문이라는 이유로 스텝스로 개명했다고 한다. 스킵스의 성격은 평범하나, 모디카이와 릭비가 저지른 사고를 항상 도와준다. 또한 모디카이와 릭비가 저지른 모든 사고를 풀수 있는 방법을 알고 있다.경험이 풍부하고, 총명한 것으로 보인다. 그러나, 모디카이와 릭비가 사고를 쳐서 오면 스킵스가 "예전에 본적이 있다"라고 말하고, 해결방법을 제시하는걸 보면, 스킵스가 모디카이와 릭비처럼 놀았다는걸 입증하는 것일지도 모른다.

### 팝스
팝스 맬런드(Pops Maellard, 성우: 샘 마린, 엄상현)는 롤리팝 모양을 한 사람으로, 영국강세를 쓰면서 항상 명랑하다. 팝은 모든 상황에 무아지경에 빠지고, 자신을 정직한 신사로 표현한다. 팝은 나이가 많지만 자신을 둘러싼 세상을 아이같은 천진난만함으로 본다. 그래서 팝은 약간은 반어적인 캐릭터라고 볼 수 있다. 팝은 벤슨보다 모디카이와 릭비를 좋아하는데, 반대로 모디카이와 릭비는 팝을 이상하게 보며, 벤슨을 좀더 믿을만한 사람으로 본다. 팝의 아버지인 맬런드 씨는 공원을 소유하고 있다. 공원 관리자인 벤슨이 보기엔, 어린아이같은 팝을 돌보는 충실한 사람으로 보인다. 팝은 Quintel의 다른 단편 애니메이션인 The Naive Man from Lolliland에서 처음 등장한다.

### 머슬맨
미치 "머슬 맨" 소렌스틴(Mitch "Muscle Man" Sorenstein, 성우: 샘 마린, 엄상현)은 모리카이와 릭비가 일하는 공원의 다른 공원지기다. 미치 소렌스틴(보통 그의 별명인 "머슬 맨"으로 불린다)은 왜소하면서도 뚱뚱한 녹색 피부를 가진 사람이다. 머슬 맨은 완전히 괴짜에다가 어린아이적인 모습을 보여준다. 머슬 맨은 자기가 마초에다가 다른 사람들보다 더 뛰어나다고 믿고 있으며, 항상 모디카이와 릭비를 무시하면서 여자라고 부른다. 또한 머슬 맨은 항상 "My Mom!" 농(어설프게 "Your Mom!" 농을 던지기도 한다)을 던지는데, 모두다 짜증내하는데도 머슬 맨의 친한 친구인 하이 파이브 고스트는 좋아한다. Muscle Women 에피소드에서 머슬 맨의 이름이 미치 소렌스틴으로 밝혀지게 된다.

### 하이 파이브 고스트
하이 파이브 고스트(Hi Five Ghost, 성우: J. G. 퀸텔 (시즌 1에선 제프 베넷), 사성웅)는 머리에 손이 달린 유령으로, 머슬 맨과 친한 친구이다. 보통 하이파이브, 혹은 파이브(머슬맨이 부를 때)로 줄여 부른다. 하이 파이브 고스트는 종종 머슬맨의 "My Mom!"농과 함께 하이파이브를 하는 모습이 보인다. 하이 파이브 고스트가 등장할땐 조용하게 있지만, 말할때는 떨리면서도 높은 목소리로 말한다.

## 조연

### 마가렛
마가렛 스미스(Margaret Smith, 성우: 재니 하다드(Janie Haddad), 한경화)는 암컷 울새로, 카페에서 웨이트리스로 일한다. 마가렛은 모디카이와 릭비 둘다에 친절하면서도 예의바르게 생각한다. 마가렛이 나오는 거의 대부분의 에피소드에서 마가렛은 남자친구를 끌고오고, 이건 모디카이의 짜증을 불러 일으킨다. 그러나, 그 이후 "Camping Can Be Cool"에피소드에서 현재 마가렛이 싱글이라는 것이 들어난다. "Butt Deal" 에피소드에서는 실수로 인해 모디카이의 감정이 마가렛에게 밝혀지게 되고, 그녀는(천천히 지만) 모디카이의 감정을 받아드린다. "Death Bear" 에피소드에서는 버려진 공원에서 로멘틱한 순간이 지난 뒤, 거의 키스할 뻔 했다. 시즌 3 마지막 에피소드인 "Bad Kiss"에서는 모디카이가 마가렛에게 키스하지만, 그녀는 모디카이의 나쁜 입냄새 때문에 그 순간을 즐기지 못한다. 운좋게도, 모티카이는 타임머신을 이용하여 과거로 돌아가 그녀와 키스하는 것을 막는다.

### 엘린
엘린 로버츠(Eileen Roberts, 성우: 민티 루이스)는 마가렛과 같이 일하는 두더지로, 릭비를 짝사랑하고 있다. 그러나 릭비는 엘린이 자신을 좋아하는 것을 싫어한다. 엘린은 "Brain Eraser"에피소드에서 처음 등장하였으며, "Do Me a Solid" 에피소드에서 릭비는 엘린이 자신을 짝사랑 하는걸 알게 된다.

### 맬런드 씨
맬런드 씨(Mr. Maellard, 성우: David Ogden Stiers 데이비드 오그든 스티어스[*])는 아들인 팝스처럼 롤리팝처럼 생긴 사람으로, 공원의 소유주이자 벤슨의 고용주이다. 맬런드 씨는 "Dizzy" 에피소드에서 처음 등장한다. 맬런드 씨는 벤슨의 행동을 용납하지 못하는데, 이는 벤슨이 모디카이와 릭비의 행동을 용납하지 못하는 것이랑 유사하다. 맬런드 씨는 벤슨의 이름을 제대로 말하지 않은 실수를 저지른다. 그러나 "Benson Be Gone" 에피소드의 맨 마지막에 벤슨의 이름을 맞게 부르고, 벤슨을 칭찬하는 모습을 보여준다.

### 토마스
토마스(Thomas, 성우: 로거 크레이그 스미스)는 최근에 공원 직원으로 합류하게 된 캐릭터로, 시즌 4 1화 프리미어인 "Exit 9B."에서 처음 등장하였다. 머리에 뿔이 달린 염소지만 의인화된 모습으로 등장한다. 그는 대학교에 재학 중이며, 대학교에서 필요한 추가학점을 얻기위해, 인턴활동을 하는 것으로 보인다. 평소에 자신의 휴대폰으로 어머니에게 끊임없이 이야기하는 모습이 자주 보인다.